# Transporte Metropolitano de Segovia
Metropolitano Segovia es un servicio de transporte público interurbano o de cercanías mediante autobuses en el área metropolitana o alfoz de Segovia. El servicio comenzó a prestarse en verano de 2009 tras aprobar un acuerdo la Junta de Castilla y León junto con diversos ayuntamientos del alfoz y las empresas operadoras.

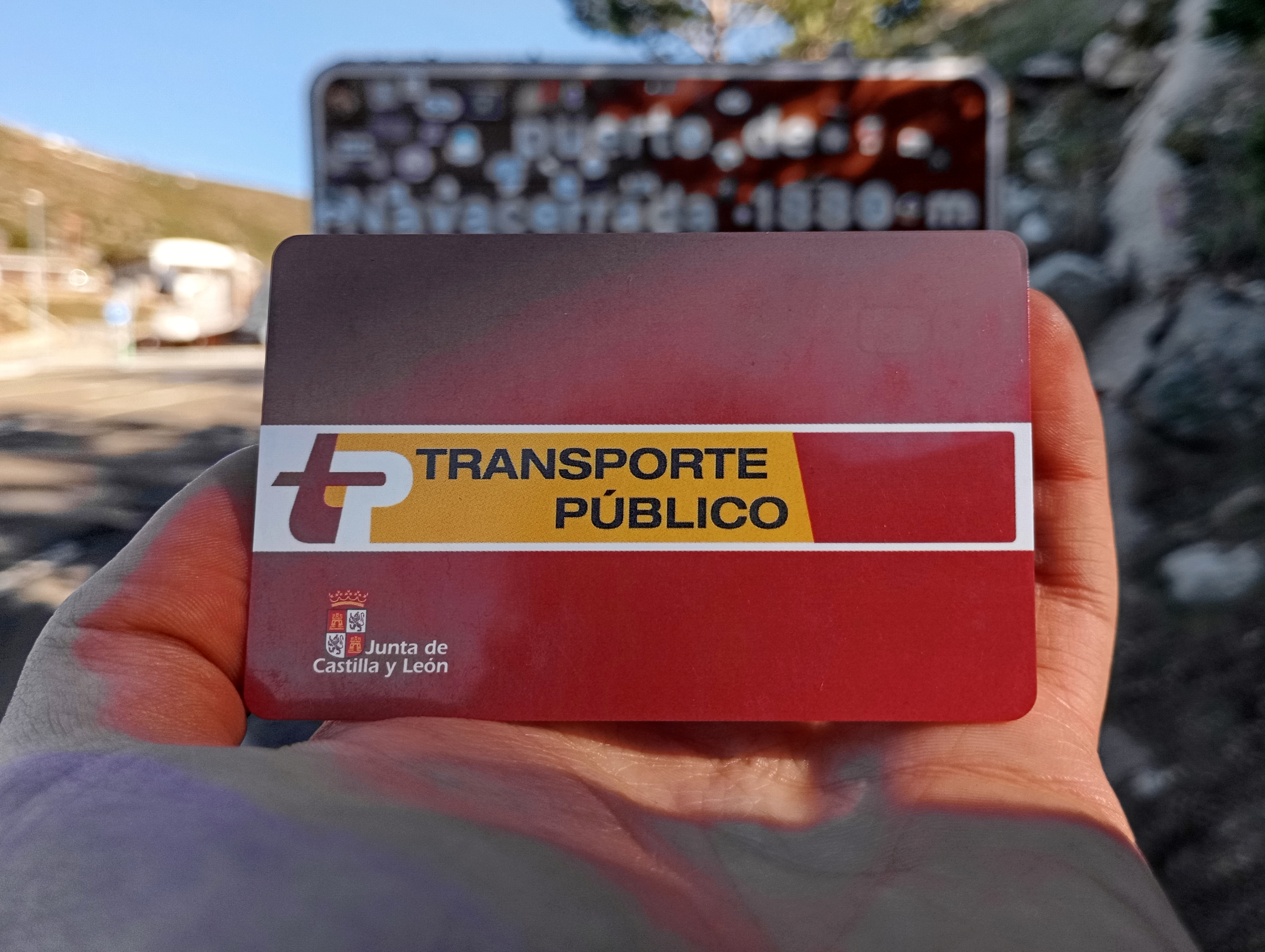
Tarjeta de abono del Transporte Metropolitano de Segovia, al fondo la señalización del Puerto de Navacerrada, localización más lejana a Segovia accesible con este servicio

Extensión en la provincia de Segovia de los términos conectados mediante el TMS

Las empresas operadoras del servicio son Galo Álvarez-Linecar (7 líneas), Avanza by Mobility ADO (1 línea) y Autocares Garrido (1 línea).
El consorcio del transporte metropolitano está formado por la Junta de Castilla y León (financia y ordena las líneas), las tres empresas operadoras, y los ayuntamientos de Segovia, Abades, Basardilla, Brieva, Espirdo, Hontanares de Eresma, La Lastrilla, Los Huertos, Navas de Riofrío, Ortigosa del Monte, Otero de Herreros, Palazuelos de Eresma, San Cristóbal de Segovia, San Ildefonso, Santo Domingo de Pirón, Sotosalbos, Torrecaballeros, Trescasas, Valverde del Majano, Garcillán y La Losa.
La red de transporte público metropolitano está compuesta por 9 líneas, que conectan la capital con los pueblos del alfoz durante el día. El servicio es prestado ininterrumpidamente los días laborables en todas las líneas, los sábados en siete líneas, y los domingos y festivos en dos líneas.
En 2024 el servicio de transporte metropolitano de Segovia daba servicio a una población de 82.298 habitantes (30.773 sin contar a la ciudad de Segovia) a través de unas 54.955 expediciones anuales, aproximadamente.

## Historia
Poco se conoce acerca de los orígenes de este servicio, pero, si bien los municipios del Alfoz siempre han contado con líneas de autobús regulares, no fue hasta 2005 cuando el Ayuntamiento de Segovia acordó en pleno la adhesión al Plan de Transporte Metropolitano de Segovia y su alfoz.
El 27 de enero de 2006, los ayuntamientos del alfoz firmaron un protocolo de colaboración con el fin de desarrollar medidas acerca del transporte público metropolitano, por lo que se creó la Comisión Técnica de Transporte Metropolitano de Segovia, que se encargó de la redacción inicial del Plan Coordinado de Explotación en el área metropolitana de Segovia. Dicha Comisión Técnica se constituyó finalmente el 10 de febrero de ese mismo año.
El 1 de julio de 2009 se aprobaron en el pleno del Ayuntamiento de Segovia los servicios de transporte metropolitano y la financiación de los mismos, resultantes de la propuesta elaborada por la ponencia técnica del transporte metropolitano de Segovia.
En agosto de 2018, Avanza comenzó a operar en la concesión VAC-246, que sustituía a la antigua VAC-115 (operada por La Sepulvedana), y que integraba, entre otros, el servicio de viajeros Segovia-Madrid, y la línea M9 del transporte metropolitano. No obstante, La Sepulvedana siguió operando provisionalmente la línea M8 (Segovia-La Granja-Valsaín) debido a que esta línea había sido segregada de la VAC-115 meses antes.
A finales de 2018, y tras una resolución judicial, la línea M8, operada por La Sepulvedana, pasó a ser operada por Galo Álvarez-Linecar. Poco tiempo después, Linecar puso en marcha un servicio vinculado a la línea M8 que uniese La Granja y Palazuelos de Eresma con la estación del AVE de Segovia-Guiomar.
En febrero de 2019 fue puesto en marcha un nuevo servicio vinculado a la línea M8 y operado por Linecar, desde Segovia hasta el Puerto de Navacerrada, con el objetivo de desmasificar de vehículos los accesos al parque nacional.

## Red de transporte público

### Líneas
El servicio de transporte metropolitano cuenta con 9 líneas integradas en 6 concesiones (cinco de titularidad autonómica y una de titularidad estatal):
| Concesión | Denominación                                                       | Empresa                       | Líneas       |
| --------- | ------------------------------------------------------------------ | ----------------------------- | ------------ |
| VAC-246   | Madrid - Segovia con prolongación a Melgar de Fernamental (Burgos) | Llorente Bus S.L. (Avanza)    | M9           |
| VACL-119  | Puebla de Pedraza - Rebollo - Segovia, con hijuelas                | Galo Álvarez S.A.U. (Linecar) | M6 M6* M7 M8 |
| VACL-122  | Santa María La Real de Nieva - Segovia, con hijuelas               | Galo Álvarez S.A.U. (Linecar) | M2           |
| VACL-124  | Grado del Pico - Segovia, con hijuelas                             | Galo Álvarez S.A.U. (Linecar) | M4 M5        |
| VACL-125  | Ávila - Segovia - Aranda de Duero, con hijuelas                    | Galo Álvarez S.A.U. (Linecar) | M1           |
| VACL-128  | Escarabajosa de Cabezas - Segovia                                  | Autocares Garrido S.L.        | M3           |

La tabla general de líneas a fecha de 2020 es la siguiente:
(Frecuencias: L-V lunes a viernes laborables, S sábados, D domingos y festivos)
| Línea | Trayecto                                                              | Operador          | Expediciones | Expediciones | Expediciones | Horarios |
| Línea | Trayecto                                                              | Operador          | L-V          | S            | D            | Horarios |
| ----- | --------------------------------------------------------------------- | ----------------- | ------------ | ------------ | ------------ | -------- |
| M1    | Segovia (E.A.) - Valverde - Abades - Garcillán                        | Linecar           | 12           | 1            |              | M1       |
| M2    | Segovia (E.A.) - Hontanares - Los Huertos                             | Linecar           | 4            |              |              | M2       |
| M3    | Segovia (E.A.) - Cabañas de Polendos                                  | Autocares Garrido | 4            | 1            |              | M3       |
| M4    | Segovia (Azoguejo) - La Lastrilla - El Sotillo                        | Linecar           | 17           | 14           |              | M4       |
| M5    | Segovia (E.A.) - Espirdo - Brieva - Torrecaballeros - Tizneros        | Linecar           | 2            | 1            |              | M5       |
| M6    | Segovia (E.A./Azoguejo) - San Cristóbal - Trescasas - Torrecaballeros | Linecar           | 14           |              |              | M6       |
| M6*   | Segovia (E.A.) - Palazuelos - San Cristóbal - Torrecaballeros (*)     | Linecar           | 1            | 5            | 3            | M6       |
| M7    | Segovia (E.A.) - Palazuelos de Eresma - Tabanera del Monte            | Linecar           | 17           |              |              | M7       |
| M8    | Segovia (E.A.) - Parque Robledo - La Granja - Valsaín                 | Linecar           | 19           | 12           | 9            | M8       |
| M9    | Segovia (E.A.) - Revenga - Navas de Riofrío - Otero de Herreros       | Avanza            | 5            |              |              | M9       |

Aclaraciones:
- Algunos servicios de la línea M4 realizan el recorrido Azoguejo-La Lastrilla-Sotillo-Azoguejo, mientras que otros hacen el recorrido Azoguejo-El Sotillo-La Lastrilla-Azoguejo.
- Algunos servicios de la línea M6 salen desde la Estación de Autobuses y otros desde Azoguejo.
- La línea M6* es el recorrido de la M6 en fin de semana, festivos, y última expedición en laborables.

Anteriormente, existió otra línea, la M10, cuyo recorrido era Segovia-Madrona-Fuentemilanos, integrada en la concesión VACL-041 (Segovia-Ávila con hijuelas), adjudicada a Avanza Líneas Interurbanas S.A. (Grupo Avanza). Contaba con 5 expediciones de lunes a viernes laborables, y 2 expediciones los sábados, domingos y festivos.

### Servicios no integrados
También existen otros servicios, aparte del resto de líneas regulares, que recorren el Alfoz de Segovia y no están integrados en el Transporte Metropolitano:

#### Servicio Especial AV
Se trata de un servicio especial vinculado a la M7 y la M8 (VACL-119), y operado por Linecar, que une las localidades de La Granja, Palazuelos de Eresma, así el resto de sus núcleos y urbanizaciones, con la estación de Alta Velocidad Segovia-Guiomar.
La línea tiene dos servicios de ida y vuelta a primera y última hora del día en laborables, a los que se suma una tercera expedición de vuelta los viernes a media tarde.

#### Servicio Especial Puerto de Navacerrada
Desde el 16 de febrero de 2019 Linecar oferta un servicio especial vinculado a la M8 (VACL-119), que une las localidades de Segovia, las urbanizaciones de Palazuelos de Eresma, La Granja y Valsaín, con el Puerto de Navacerrada y el paraje de la Boca del Asno.
El servicio consta de tres expediciones por sentido los sábados, domingos y festivos; con el objetivo de desmasificar de vehículos los accesos al parque nacional, ante la entrada en vigor de la normativa que prohíbe el aparcamiento de vehículos particulares en el parque nacional. Las paradas que realiza dentro de Segovia son: Estación de Autobuses, Santo Tomás, Conde de Sepúlveda, y Plaza de Toros.

### Paradas
El servicio de transporte metropolitano cuenta, con al menos, 75 paradas aproximadamente, ya que la mayoría no tienen ni marquesina ni postes informativos. Las marquesinas son colocadas por la Junta de Castilla y León, por los ayuntamientos, y en otros casos, utilizan las del servicio urbano. De igual forma, rara vez se pueden encontrar horarios e información del servicio en dichas marquesinas.

#### Conexiones con transporte público
Diez paradas de la red de transporte metropolitano tienen conexión con el transporte urbano, que da servicio al municipio de Segovia, y dos tienen conexión con otros transportes públicos:
| Metropolitano Segovia | Metropolitano Segovia       | Urbanos de Segovia     | Urbanos de Segovia      |
| Parada                | Líneas                      | Parada                 | Líneas                  |
| --------------------- | --------------------------- | ---------------------- | ----------------------- |
| Estación de Autobuses | M1 M2 M3 M5 M6 M6* M7 M8 M9 | Estación de Autobuses  | 6 B                     |
| Santo Tomás           | M6 M6* M7 M8                | Santo Tomás            | 4 6 B                   |
| Conde de Sepúlveda    | M6 M6* M7 M8                | Conde de Sepúlveda     | 4 6 B                   |
| ES La Pista           | M6 M6* M7 M8                | Puerta de Madrid       | 4 8 9 B                 |
| Plaza de Toros        | M6* M7 M8                   | Plaza de Toros         | 11                      |
| Hermanitas            | M6                          | Hermanitas             | 5 8 9                   |
| Azoguejo              | M4 M6                       | Acueducto              | 1 2 3 4 5 7 8 9 10 11 B |
| Delicias              | M4 M6                       | Trescasas / Las Nieves | 2 4 B                   |
| Estación AVE          | M9                          | Estación AVE           | 11 12                   |
| Hospital              | M1 M2 M6 M7 M8              | Hospital General       | 4 6                     |

| Metropolitano Segovia | Metropolitano Segovia       | Otros transportes                | Otros transportes                                   |
| Parada                | Líneas                      | Estación                         | Servicios                                           |
| --------------------- | --------------------------- | -------------------------------- | --------------------------------------------------- |
| Estación de Autobuses | M1 M2 M3 M5 M6 M6* M7 M8 M9 | Estación de autobuses de Segovia | Autobuses interurbanos Autobuses de larga distancia |
| Estación AVE          | M9                          | Estación de Segovia-Guiomar      | AVE, Alvia, Avant, AV City                          |

#### Paradas cercanas a lugares de interés
| Lugar de interés       | Metropolitano Segovia          | Metropolitano Segovia       |
| Lugar de interés       | Parada                         | Líneas                      |
| ---------------------- | ------------------------------ | --------------------------- |
| Acueducto              | Azoguejo                       | M4 M6                       |
| Casco antiguo (centro) | Estación de Autobuses          | M1 M2 M3 M5 M6 M6* M7 M8 M9 |
| Hospital General       | Hospital                       | M1 M2 M6 M7 M8              |
| Palacio de La Granja   | Puerta de la Reina (La Granja) | M8                          |
| Palacio de Riofrío     | Navas de Riofrío               | M9                          |

## Tarifas y bonos

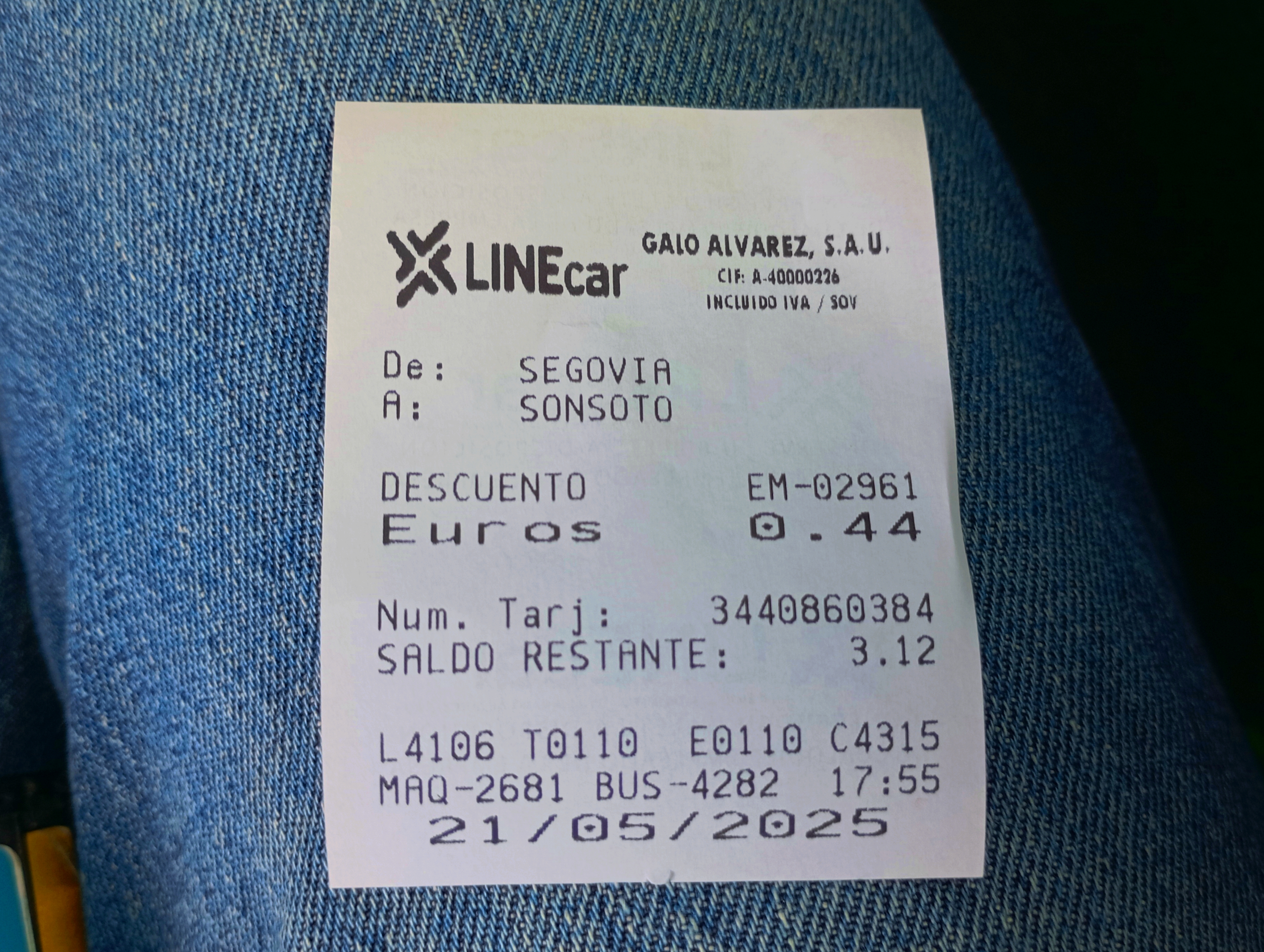
Billete del TMS perteneciente a la línea M6 desde Segovia hasta Sonsoto pagado con un abono de tarjeta monedero de Linecar

A fecha de 2025, los títulos y tarifas oficiales del transporte metropolitano de Segovia aprobadas por la Junta de Castilla y León son las siguientes:
- Billete Ordinario: Tarifa viajero/km que se aplica en función del origen y destino de cada usuario. El billete se paga en metálico al acceder al autobús. Precio: 1,80 €/viaje (mínimo de percepción).
- Bono por Viajes Ordinario: Tarifa única y común para todos los servicios y operadores interurbanos, se aplica a todos los usuarios que dispongan de crédito suficiente en su tarjeta monedero, que no tienen caducidad y se recargan a bordo de los autobuses o en las taquillas de los operadores. Precio: 0,44 €/viaje.[17]

## Evolución de Viajeros
Actualmente no hay datos disponibles para esta sección.

## Flota

### Listado de modelos
Listado general de los modelos que actualmente están en circulación:
| Chasis                  | Carrocería          | Empresa           |
| ----------------------- | ------------------- | ----------------- |
|                         | Indcar Mago2        | Linecar           |
| Irisbus-Iveco           | Ferqui Sunrise      | Linecar           |
| Mercedes-Benz O-560     | Intouro             | Linecar           |
| Mercedes-Benz OC-500    | Irizar i4           | Linecar           |
| Scania K-IB             | Irizar i4           | Linecar           |
| Volvo B9R               | Irizar i4           | Linecar           |
| Mercedes-Benz OC-500 RF | Irizar i6           | Linecar           |
| Scania K-360 IB 4X2     | Irizar i6s          | Avanza            |
| Scania K-360 IB 6X2     | Irizar i6s          | Avanza            |
| Volvo B7R               | Sunsundegui Sideral | Autocares Garrido |
| Scania K-420 IB         | Irizar PB           | Autocares Garrido |